# Myrmecaelurus nematophorus
Myrmecaelurus nematophorus is een insect uit de familie van de mierenleeuwen (Myrmeleontidae), die tot de orde netvleugeligen (Neuroptera) behoort. 
Myrmecaelurus nematophorus is voor het eerst wetenschappelijk beschreven door Navás in 1929.